# بورفيس شورت
بورفيس شورت (بالإنجليزية: Purvis Short)‏ مواليد 2 يوليو 1957 في هاتيسبورغ، هو لاعب كرة سلة أمريكي سابق. بدأ مسيرته الاحترافية في سنة 1978. تم اختياره من قبل فريق غولدن ستايت ووريورز خلال الدرافت. يبلغ طوله 6 قدم 7 بوصة (2.0 م). اعتزل اللعب في 1992. أحرز خلال مسيرته في الإن بي إيه 14607 نقطة بمعدل 17.3 نقطة في المباراة الواحدة.

## المسيرة الاحترافية
لعب مع غولدن ستايت ووريورز من سنة 1978 إلى 1987، ثم لعب مع هيوستن روكتس من سنة 1987 إلى 1989، ثم لعب مع بروكلين نتس في موسم 1989–1990.

## روابط خارجية
- بورفيس شورت على موقع إن بي أي (الإنجليزية)
- بورفيس شورت على موقع سبورتس رفرنس (الإنجليزية)
- بورفيس شورت على موقع كلية كرة السلة في سبورتس رفرنس.كوم (الإنجليزية)
- بورفيس شورت على موقع ريلجم (الإنجليزية)
- بورفيس شورت على موقع بروبوليرز (الإنجليزية)
- بورفيس شورت على موقع قاعة ميسيسيبي للمشاهير الرياضية (الإنجليزية)